# Stadtmuseum Euskirchen
Das Stadtmuseum Euskirchen zeigt die Stadtgeschichte Euskirchens von der Römerzeit bis in die Gegenwart.

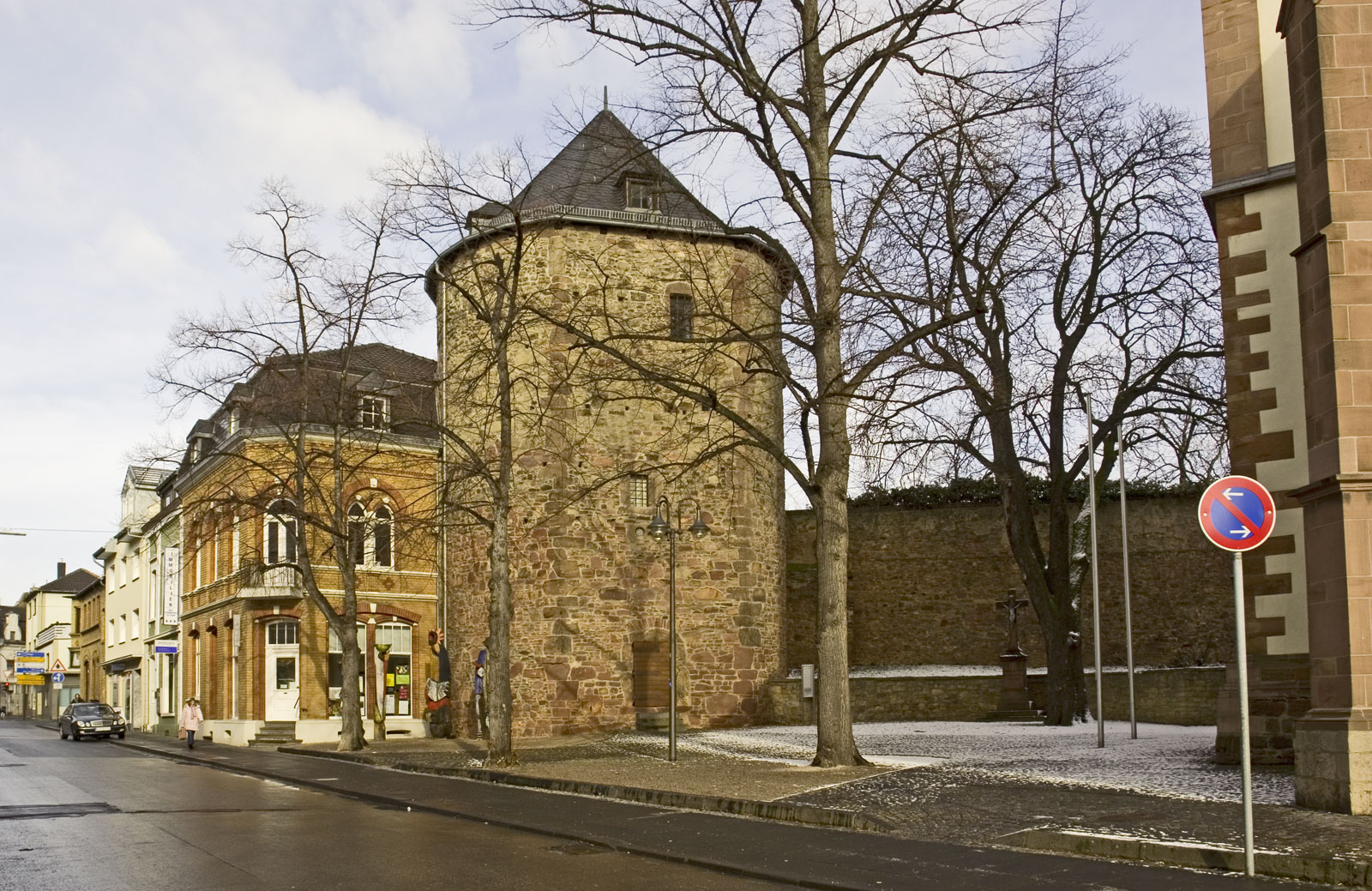
Euskirchen, Dicker Turm – Früherer Sitz des Stadtmuseums

## Geschichte
Das Stadtmuseum Euskirchen war von 1992 bis 2010 in dem ehemals zur Stadtmauer gehörenden Dicken Turm (einem Wehrturm) und einem angrenzenden Gebäude aus der Gründerzeit in der Kirchstraße in Euskirchen untergebracht. Im Dicken Turm befand sich auch die Schatzkammer der angrenzenden Pfarrkirche St. Martin. Dort war auch der älteste Kelch aus dem Rheinland aus dem Jahre 1480 zu sehen. Ganz oben in dem Turm standen einige Motorräder, die von dem Motorradbauer Ernst Neumann-Neander stammen. Ab 8. Juni 2000 bestand im zweiten Geschoss für etwa drei Jahre eine Ausstellung/Abteilung – mit Leihgaben bzw. Dauerleihgaben und Schenkungen – unter dem Thema „Entwicklung der Landschaftsmalerei in der Eifel – im 19. u. 20. Jh.“, begleitet von Lesungen (u. a. Norbert Scheuer, Jochen Arlt, Lutz Rathenow, Johannes Kühn) und Vorträgen zum Thema „Landschaft“, sowie Führungen mit aktiver Bildanalyse und Vorführungen künstlerischer Techniken. Aus Platzgründen wurde diese Ausstellung im Jahre 2006 aufgelöst.
Außer den Dauerausstellungen wurden stadt- und kulturhistorische Wechselausstellungen zu verschiedenen Themen gezeigt. Angegliedert war auch ein Museumsshop.
Das Stadtmuseum wurde am alten Ort wegen Mängeln im Brandschutz am 20. Dezember 2010 geschlossen. Für das Standesamt, das später in dieses Gebäudeensemble eingezogen ist, konnten die für diese Art der Nutzung erforderlichen Brandschutz-Maßnahmen durchgeführt werden. Zwischen Wilhelmstraße und Neutorwall wurde mit dem Kulturhof ein Neubau für die Stadtbibliothek und gleichzeitig für das Stadtmuseum errichtet.

## Dauerausstellung
Das Museum bietet Besuchern eine Zeitreise durch die Euskirchener Stadtgeschichte, mit zahlreichen Ausstellungsstücken wie Legionärshelm, Federhut oder Motorrad. Die historische Stadtmauer ist in die Räumlichkeiten des Museums im Kulturhof integriert und zum Teil sichtbar. Das Museumsgebäude befindet sich somit unmittelbar zwischen der Alt- und der Neustadt Euskirchens.
Ausgangspunkt der Dauerausstellung ist das Stadtmodell. Es zeigt die Stadt vor dem Beginn der Industrialisierung im 19. Jahrhundert. Die ständige Ausstellung des Museums bietet Informationen zu Euskirchen und seinen Ortsteilen und präsentiert die historischen Entwicklungen von der Römerzeit bis in die Gegenwart. Im November 2015 wurde der letzte Teil der Dauerausstellung zum Thema „Heimat-Stadt-Euskirchen“ eröffnet. Zeitzeugenberichte, historische Fotos und Objekte „erzählen“ die Geschichte Euskirchens im 20. Jahrhundert. Für die Darstellung der jüngeren Geschichte war die Einbindung der Einwohner Euskirchens in die Ausstellung grundlegend. Dadurch ergibt sich der Bezug zur Gegenwart mit zahlreichen Anknüpfungspunkten.

## Sonderausstellungen
Das Museum veranstaltet regelmäßig Sonderausstellungen zu Themen mit historischem oder aktuellem Bezug aus den Bereichen Kunst, Kultur und Heimat. Hierzu wird auch jeweils ein Begleitprogramm angeboten.